# Lago di Larecchio
Il lago di Larecchio è un bacino artificiale situato in valle Isorno, valle minore dell'Ossola.

## Descrizione
Il lago si trova a 1853 m s.l.m. in una conca naturale incassata tra le montagne; negli anni 1936-38 qui venne costruita una diga per scopi idroelettrici, sommergendo gli alpeggi di Larecchio Dentro e Larecchio Fuori.

Emissario del lago è il rio Tonello che si getta nel Torrente Isorno.

## Escursionismo
Il lago è una meta di escursioni ed è raggiungibile in alcune ore di cammino dalla valle Isorno o dalla val Vigezzo.